# Liliyana Natsir
Liliyana Natsir (tidligere også stavet Lilyana Natsir, født 9. september 1985 i Manado) er en indonesisk badmintonspiller. 
Hun vandt sølv i badminton sammen med Nova Widianto ved Sommer-OL 2008 i Beijing. Hun vandt guld i mixed double med Tontowi Ahmad ved Sommer-OL 2016 i Rio de Janeiro.